# Rotschnabelkitta
Der Rotschnabelkitta (Urocissa erythroryncha)  ist eine asiatische Vogelart aus der Familie der Rabenvögel.

## Beschreibung
Die Körperlänge des Rotschnabelkittas beträgt 53 bis 64 cm, das Gewicht liegt zwischen 106 und 192 g. Charakteristisch ist der sehr lange Schwanz, der bis zu 50 cm misst. Kopf, Hals und Nacken sind schwarz, Körper und Brust weiß, die Flügel bläulich-lila gefärbt.

## Vorkommen
Der Rotschnabelkitta kommt für gewöhnlich in den südasiatischen Wäldern in Höhen bis zu 2200 m vor. Er ist innerhalb seines Verbreitungsgebiets häufig anzutreffen und wird von der Weltnaturschutzunion IUCN als „nicht gefährdet (LC)“ eingestuft. Dieser Vogel wird auch häufig in Zoos gehalten.

## Verhalten
Die Nahrung des Rotschnabelkittas besteht aus Insekten und anderen Wirbellosen, kleinen Wirbeltieren, Eiern sowie Früchten und Beeren.